# Irssi
Irssi是一个文本用户界面的IRC客户端程序，遵循GPL发布。
最初Irssi是为了运行在Unix-like操作系统上的（包括Android），但也能运行于Microsoft Windows上的Cygwin。OS X平台上提供全功能的Irssi，包括文本模式下使用Fink的版本，一个原生GUI叫做Mac Irssi的版本，还有从前的Cocoa客户端Colloquy（基于他们自己的IRC库的实现）。
与其他IRC客戶端程式不同之處是，Irssi 並非是基于 ircII 代码，而是全部重新開發的。这使得开发者不用受已經存在的程式碼的限制。讓開發者可以維護並加強控制像是安全性還有客制化的問題。數量很多的模組還有Perl脚本客制化了Irssi的運作還有介面。
Irssi 可以透過本身的使用者介面來修改設定，必要時也可以透過手動修改設定檔，該設定檔使用類似 Perl 的結構。
2002年5月Irssi的autoconf操作檔configure被發現被植入後門長達兩個月，然而二進位執行檔沒有被植入。這個安全問題在被發現後馬上就被修正。